# Acropora cytherea
Espèce
Statut de conservation UICN

 LC  : Préoccupation mineure
Statut CITES
Acropora cytherea est une espèce de coraux appartenant à la famille des Acroporidés.

## Description et caractéristiques
Acropora cytherea fait partie des acropores tabulaires : il forme des tables horizontales arrondies relativement fines, qui peuvent devenir plus robustes si l'environnement le nécessite. Ces tables sont constituées de courtes branches fusionnées, aux corallites petites. La couleur est généralement brune ou crème (parfois bleutée), plus claire sur les tranches.

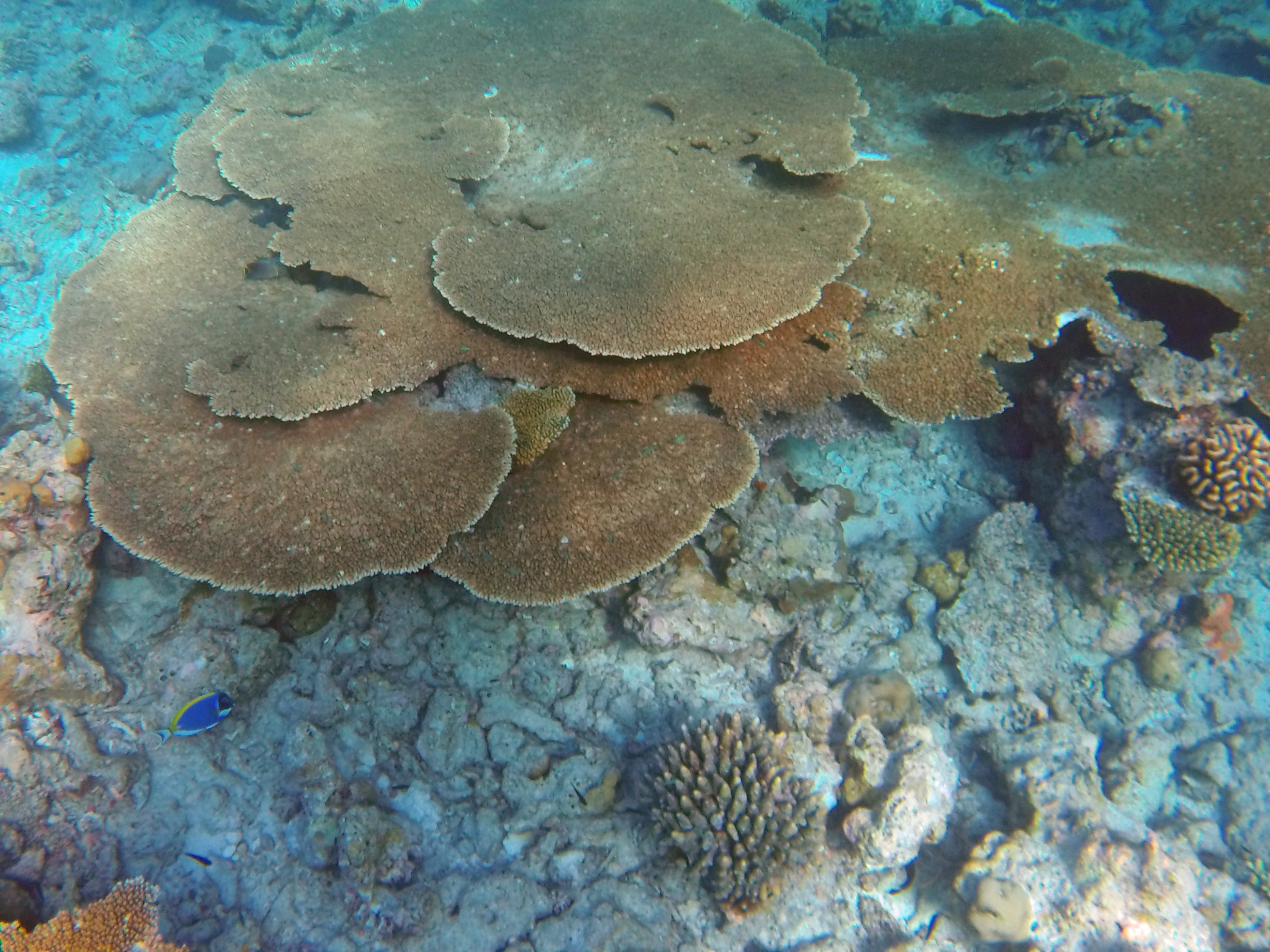
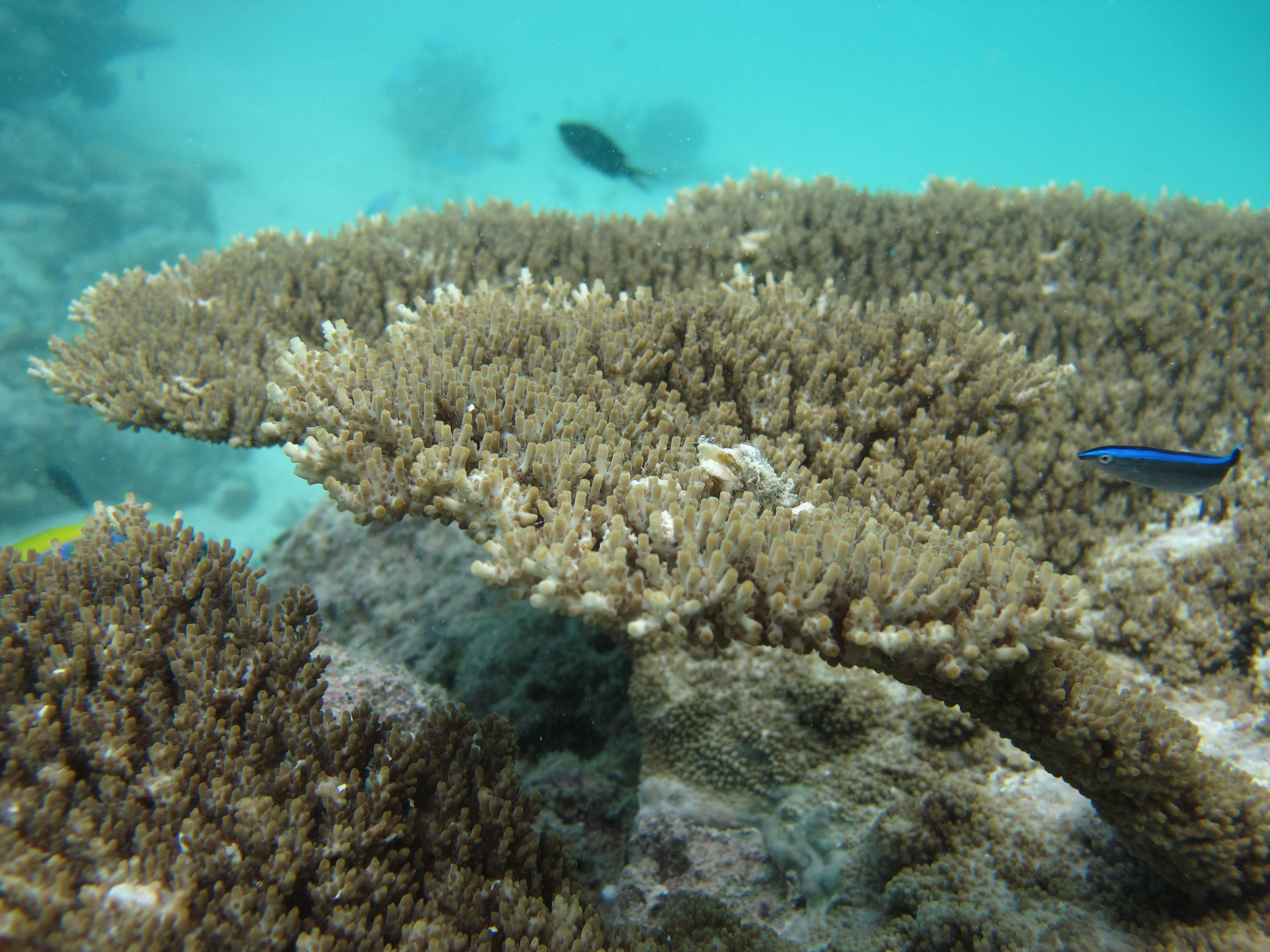

Cette espèce ne doit pas être confondue avec Acropora pharaonis et Acropora hyacinthus, d'allure très proche mais avec des branches moins prononcées.

## Habitat et répartition
Ce corail se retrouve dans tout l'Indo-Pacifique tropical, de la Mer Rouge à la Polynésie. C'est une espèce qui affectionne tout particulièrement les récifs bien éclairés et sans trop de mouvement d'eau, et est l'espèce dominante sur de nombreux récifs.
On trouve ce corail à faible profondeur (2-25 m, surtout dans les 6 premiers mètres).

## Menaces
Cette espèce de corail n'est pas menacée individuellement (l'IUCN la classe comme « non menacée »), mais la régression marquée des récifs de corail depuis le XXe siècle due à la pollution, au réchauffement planétaire et à l'acidification des eaux, fait peser de lourdes menaces sur sa population à moyen terme, ainsi que l'écosystème qu'elle supporte. Elle figure donc à la seconde annexe de la CITES.